# Dommel (Fluss)
Die Dommel ist – einschließlich des 6,5 Kilometer langen Mündungsabschnittes Dieze – ein rund 120 km langer linker Nebenfluss der Maas in Belgien und den Niederlanden.

## Verlauf

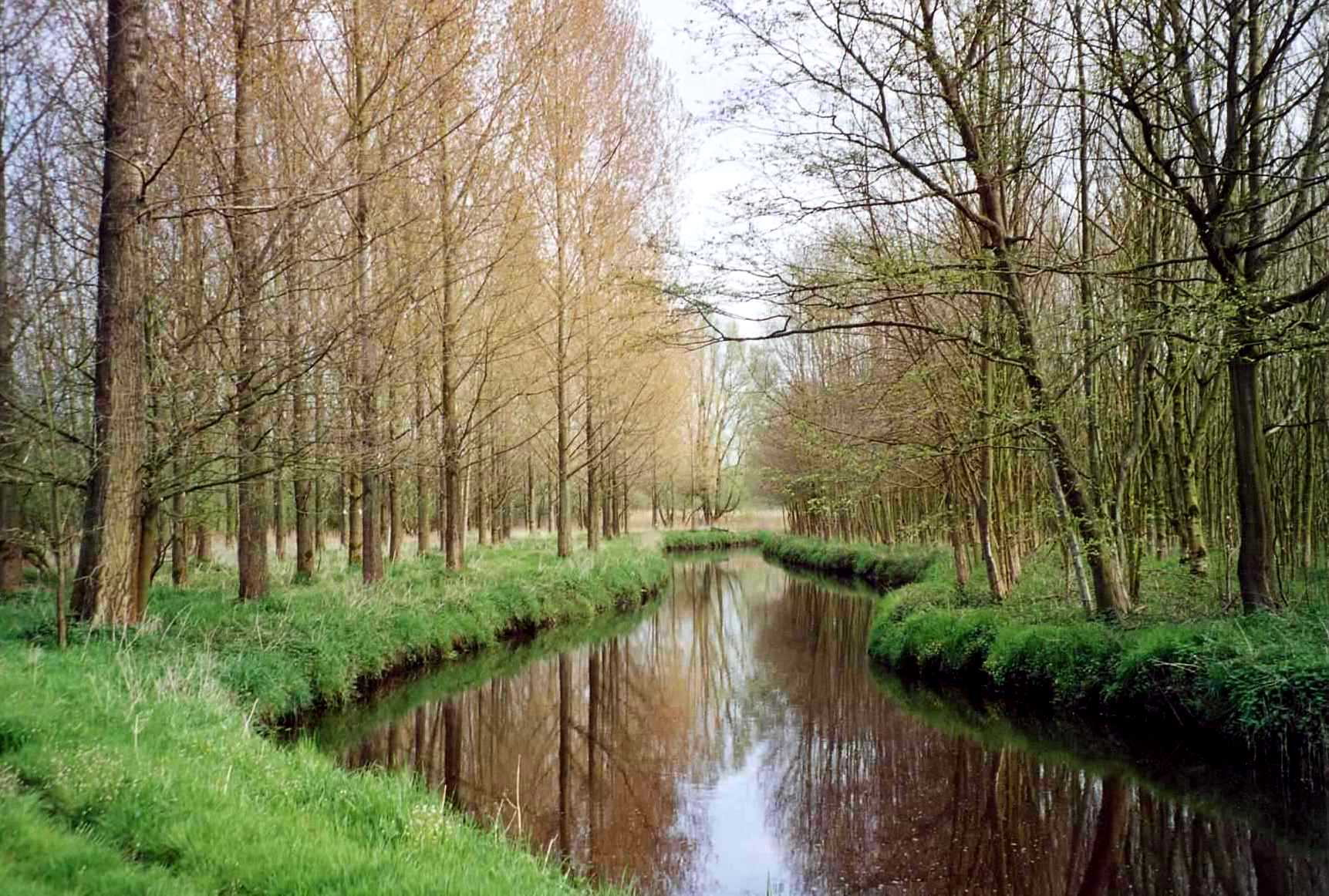
Die Dommel im Feuchtgebiet Goorse Zeggen bei Heeze

Die Quelle der Dommel befindet sich südlich der belgischen Kleinstadt Peer im Heide- und Moorgebiet der Donderslagse Heide. Über Overpelt und Neerpelt erreicht die Dommel die niederländische Grenze bei Valkenswaard. In Eindhoven durchfließt die Dommel das Stadtzentrum und unterquert bald darauf den Wilhelminakanal bei Son en Breugel. In Boxtel wird die Dommel kanalisiert am östlichen Stadtrand vorbeigeführt. Nur ein kleiner Teil des Wassers verbleibt im früheren windungsreichen Bett durch die Stadt. Im Stadtgebiet von ’s-Hertogenbosch fließen die Aa (4,6 m³/s) und der Kanal Zuid-Willemsvaart in die Dommel, die hier eine mittlere Wasserführung von rund 14 m³/s erreicht hat. Von diesem Punkt an wird der Fluss Dieze genannt. 6,5 Kilometer weiter strömt der Fluss in die Maas (rund 22 m³/s).

## Name
Zur Zeit der Römer, welche Belgien und den südlichen Teil der Niederlande beherrschten, wurde der Fluss Dutmala genannt, woraus sich der Name Dommel entwickelt hat.

## Weblinks

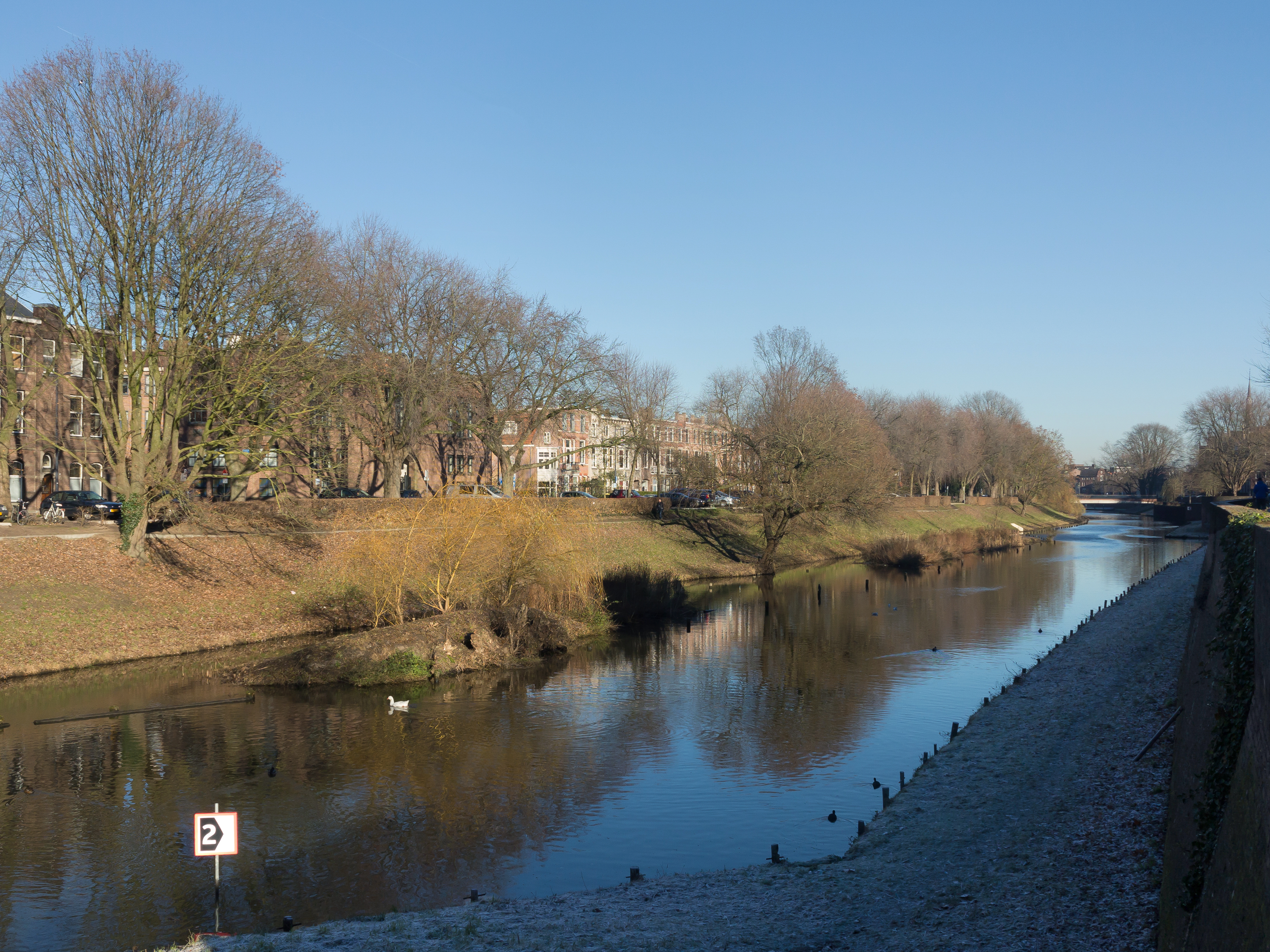
Die Dommel in 's-Hertogenbosch